# Olivia Ong
Olivia Ong Liting (cinese tradizionale: 王儷婷; cinese semplificato: 王俪婷; pinyin: Wáng Lìtíng; Singapore, 2 ottobre 1985) è una cantante singaporiana naturalizzata taiwanese.
Nonostante attualmente canti quasi solamente in inglese, ha sviluppato la sua carriera cantando anche in giapponese. In alcune edizioni limitate dei suoi album si trovano dei rare track e dei bonus track cantati in cinese ed in cantonese.

## Biografia
Paragonata a Seiko Matsuda, all'età di 15 anni vinse una competizione canora grazie alla quale ottenne un contratto con la casa discografica giapponese S2S Pte Ltd.
Dopo aver completato l'istruzione obbligatoria a Singapore, la cantante si è trasferita in Giappone per continuare gli studi ed avviare una carriera solista. Quando era in patria, infatti, Olivia aveva creato un trio J-pop insieme a due amiche, chiamandolo Mirai. Il loro primo singolo, Open Up Your Mind, è stato scelto per far parte della colonna sonora dell'anime giapponese Gensoumaden Saiyuki.
Il debutto solista di Olivia, A Girl Meets Bossa Nova, è stato pubblicato quando la cantante aveva 19 anni ed è stato un bestseller. Con una voce delicata ed innocente, reinterpreta nell'album hit di Frank Sinatra quali Quiet Nights of Quiet Stars, insieme a suoi brani inediti pop e jazz. Nonostante sia uno dei talenti della new wave singaporiana ad essere esportata internazionalmente, al contrario di alcune sue precedenti colleghe che hanno avuto successo sul mercato di Taiwan e della Cina continentale (come Kit Chan, Tanya Chua, Stefanie Sun e Michelle Saram), le pubblicazioni di Olivia sono state esportate esclusivamente in Giappone.
Nel 2009, Ong ha firmato un contratto con l'etichetta taiwanese HIM Music, in seguito al quale ottenne la fama nella sua patria, Singapore, dopo aver cantato la canzone tema nella serie televisiva The Little Nyonya, che racconta una storia del popolo Peranakan. La cantante, infatti, aveva affermato di avere origini Peranakan da parte di suo nonno paterno.
Il suo primo album sotto la HIM è stato pubblicato il 5 marzo 2010, con il titolo di Olivia. L'anno successivo, la cantante ha registrato un duetto, 最後一眼 (Just One Look), con il compagno di etichetta Aaron Yan dei Fahrenheit. Il singolo è stato inserito nel primo album solista del cantante, intitolato The Next Me.
L'ultimo album di Olivia, Romance, è stato pubblicato il 22 luglio 2011.

## Discografia

### Album
| Pubblicazione    | Titolo (inglese)         |
| ---------------- | ------------------------ |
| 24 marzo 2005    | A Girl Meets Bossanova   |
| 26 ottobre 2005  | Precious Stones          |
| 9 agosto 2006    | Tamarillo                |
| 22 novembre 2006 | A Girl Meets Bossanova 2 |
| 6 luglio 2007    | Fall In Love With        |
| 21 novembre 2007 | Touch in the Sky         |
| 20 marzo 2008    | Kiss in the Air          |
| 20 agosto 2008   | Best of Olivia           |
| 5 marzo 2010     | Olivia (CD)              |
| 11 maggio 2010   | Olivia (SACD)            |
| 11 agosto 2010   | 夏夜晚風Live影音專輯     |
| 1º novembre 2010 | Just For You             |
| 22 luglio 2011   | Romance                  |

### EP/Singoli
| Pubblicazione | Titolo |
| ------------- | ------ |
| Dicembre 2008 | 如燕   |

## Debutto cinematografico
Olivia ha debuttato sul grande schermo con il lungometraggio It's a Great, Great World (大世界) nel ruolo di Ah Min, una giovane fotografa di moda che incappa in una serie di fotografie scattate dalla sua bisnonna (Yvonne Lim). Decide quindi di portare le fotografie da un vecchio amico della sua bisnonna, Ah Meng (Chew Chor Meng), che potrebbe avere delle connessioni con le persone ritratte negli scatti.
Ah Meng racconta poi quattro storie diverse basate su ognuna delle fotografie, ed ambientate in quattro periodi storici differenti.

## Riconoscimenti
| Anno | Premio                                                |
| ---- | ----------------------------------------------------- |
| 2011 | - Singapore Hit Awards 2011, "Miglior Artista Locale" |